# Chiesa di San Giuseppe (Ripacandida)
(Lettera di Sant'Alfonso Maria de' Liguori)
La chiesa di San Giuseppe (nota comunemente con il nome di Chiesa delle monache) è un edificio sacro di Ripacandida, in Basilicata. La chiesa è attigua all'ex monastero di clausura delle carmelitane scalze, ed attraverso le grate le suore assistevano alle celebrazioni. Nel 1908 il monastero fu soppresso e le poche suore rimaste furono trasferite a Massalubrense, l'anno seguente il sindaco Francesco Virgilio dispose l'utilizzo del monastero come casa municipale. Prima ancora di essere monastero era il Palazzo Baffari-Rossi, donato dai fratelli arcipreti Giovanni e Giambattista Rossi per l'istituzione di un convento.

## La chiesa

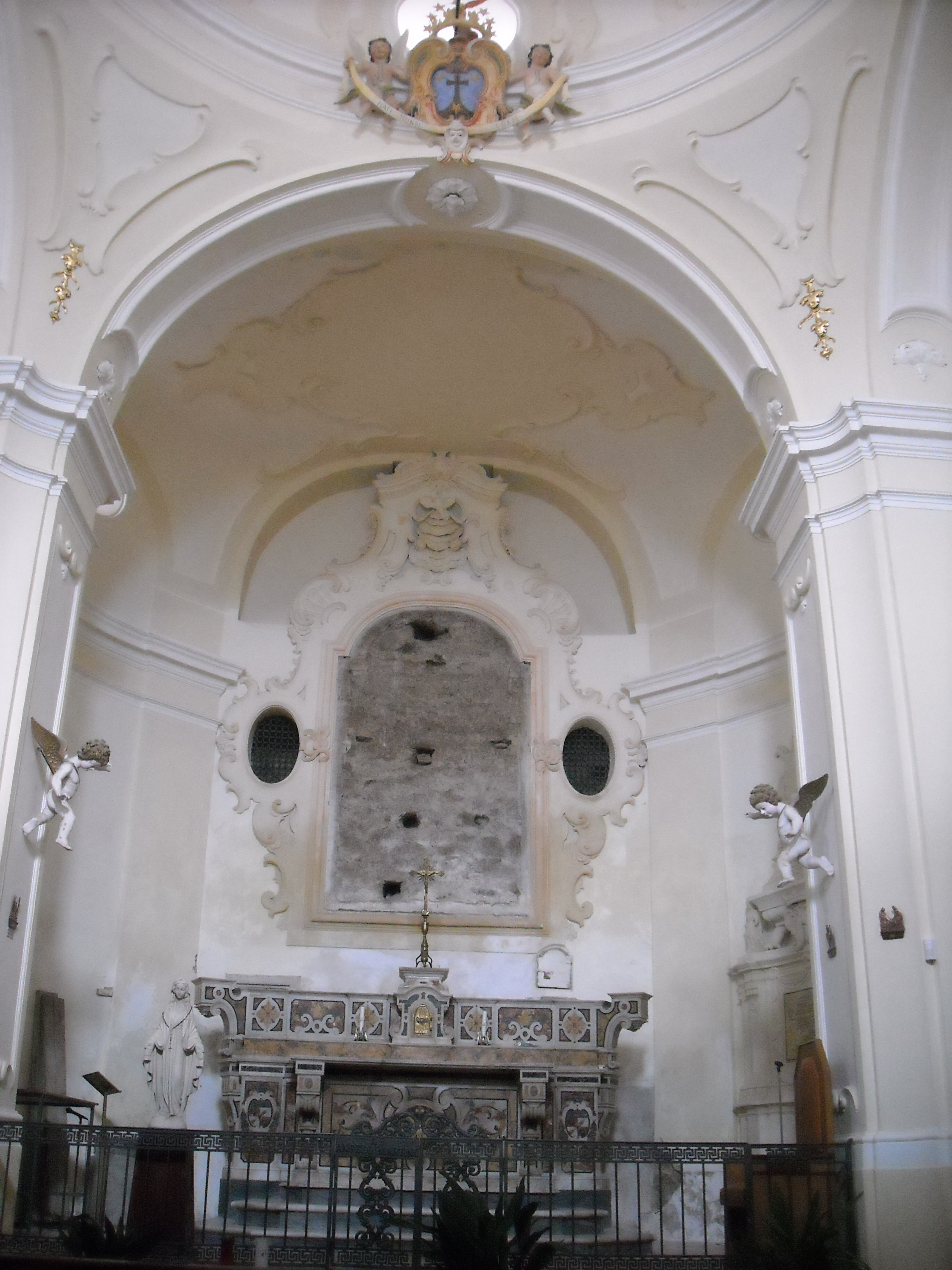
L'interno nel 2011 prima del restauro

La chiesa è affiancata dal monastero delle suore di clausura, fondato nel 1735 da Giovanni e Giambattista Rossi.
Il cappellone coperto da cupola sferica, nella bella facciata in cotto presenta due note architettoniche di rilievo; un portale barocco in pietra e al di sopra la tribuna che sporge all'esterno, sostenuta da mensole con inserti lapidei. Al di sopra la lapide che ricorda l'edificazione del 1173, seguono le due finestre nella fascia superiore, e al di sopra la finestra centrale. Sulla destra il campanile a sezione quadrata. All'interno sull'altare maggiore, la grande pala d'altare della Madonna col Bambino con i santi Teresa e Giuseppe opera di un seguace di Francesco Solimena; ed il maestoso monumento funebre di Giovanni Rossi; nella lapide si esalta l'uomo di cultura e di grande umiltà, fondatore con il fratello Giambattista del monastero.
L'interno, a navata unica, chiuso da un largo presbiterio, delimitato da una cancellata, ha due ingressi, quello principale ed uno secondario a sinistra che apre in via Calate Monache. Entrando si notano due belle acquasantiere in pietra locale rosa. La decorazione è data da eleganti motivi barocchi; l'altare maggiore in pregiato marmo policromo è sovrastato dalla bella pala opera di un seguace del Solimena. Nella sagrestia vi è la tomba della mistica suor Maria Araneo, nipote dei Rossi e priora del monastero. Il suo corpo integro, a distanza di 190 anni dalla morte, fu ritrovato in seguito ai lavori del terremoto del 1980. Nel 1750 sant'Alfonso Maria de' Liguori, di ritorno da una missione a Melfi, conobbe il monastero e rimase stupito dalla religiosità di suor Maria. Un anno più tardi, nel 1751, in questa chiesa è avvenuto il miracolo di san Gerardo Maiella. Il padre Fiocchi nella biografia del santo di Muro Lucano, riporta il miracolo avvenuto in una fredda giornata di metà dicembre: " San Gerardo giunse a Ripacandida, proveniente da Atella; attraverso le grate del parlatorio incontrò Suor Maria. "Grande idea aveva Gerardo di Suor Maria e sommo concetto aveva di lui la religiosa' Incontrandosi, vedevansi due fuochi, e sembravano due serafini, il santo andò in estasi e afferrandosi alla grata piegò gli spuntoni come cera." Dalla biografia dal titolo " Un fiore sulla rupe" del defunto mons. Gentile conosciamo la spiritualità di suor Maria e del rapporto della priora con i padri redentoristi, conosciamo le sue lettere a Sant'Alfonso. San Gerardo prediligeva il monastero di Ripacandida, inviava loro ogni settimana lettere spirituali. Avvenne nel 1755 un episodio straordinario, l'abate Prospero Dell'Aquila visitò san Gerardo, gravemente ammalato, portando con sé un giovane contadino di Ripacandida analfabeta; che recava una lettera dal convento delle carmelitane. Letto lo scritto il santo invitò il giovane a comporre in musica la risposta, umiliato dal non sapere scrivere pensò che San Gerardo sragionasse per la malattia; all'invito ulteriore di premere i tasti il ragazzo ci provò e una dolce musica si diffuse a Materdomini.
Nella novena meditata di San Gerardo alcuni giorni sono state inserite stralci delle lettere che il santo invio' a suor Maria. La grata fu donata da mons. Gentile al museo gerardino di Materdomini.

## Il monastero

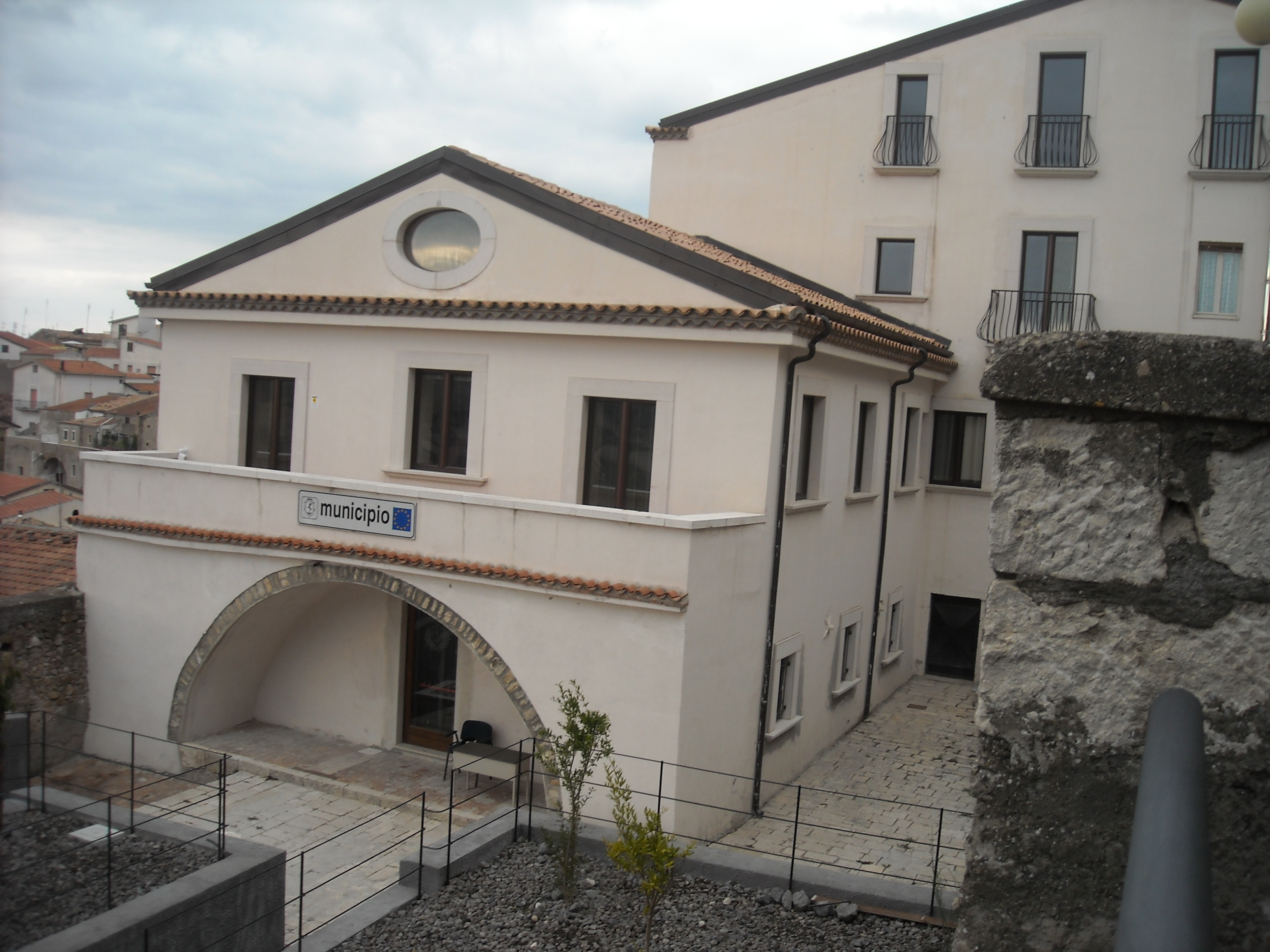
Come si presenta oggi l'ex monastero

Prima ancora di essere monastero era il palazzo Baffari-Rossi, e i suoi ultimi residenti furono i fratelli Giambattista e Giovanni Rossi, figli del dottor Donato Antonio Rossi e di Porzia Baffari. I due fratelli, entrambi sacerdoti donarono la casa dei loro avi per la fondazione del monastero, ispirato alla regola carmelitana della grande riformatrice Santa Teresa d'Avila. Nel 1908 il monastero fu soppresso per mancanza di novizie e le poche suore rimaste mandate a Massa Lubrense e nel 1909 il sindaco Francesco Virgilio decise di utilizzarlo come municipio. Il 18 agosto 2011 in quelle che erano le celle delle suore, la sala da pranzo e una cripta, un probabile magazzino, è stata inaugurata la Galleria Civica d'Arte Moderna e Contemporanea di Ripacandida